# Geoide
En geoide er en beskrivelse af Jordens form ud fra et gravitations synspunkt. Mere præcist er det en såkaldt ækvipotentialflade – en overflade hvorpå tyngdeaccelerationen overalt er rettet vinkelret på fladen. M.a.o. en lodsnor vil altid hænge vinkelret fra geoiden. I praksis vælger man den geoide der følger middelvandstanden over hav og oceaner, idet man således får en intuitiv og ikke mindst historisk referenceflade til at bestemme højder med.
At bestemme geoiden er et anliggende for geodæsien. Og dette kræver avancerede matematiske modeller og involverer målinger af tyngdekraften foretaget fra satellitter.

## Anvendelse
Geoiden er en irregulær, men glat overflade. Den er en matematisk idealiseret form af Jorden der er mere præcis end referenceellipsoiden. Hvor ellipsoiden er en meget simpel matematisk geometri, er geoiden væsentlig mere indviklet at beskrive. Man kan dog tænke på geoiden som en form, der over vand følger havoverfladen, og på land er en udjævnet udgave af den faktiske jordoverflade. Begge de to overflader, geoiden og ellipsoiden, er uomgængelige i al' moderne kortlægning, og de benyttes også i f.eks. GPS-modtagerens beregninger. Forskellen mellem de to overflader betegnes generelt geoide-undulationen, og i et bestemt punkt for geoidehøjden.

## Geoidemodeller
Der findes mange forskellige geoidemodeller, der hver for sig, lokalt eller globalt, forsøger at beskrive geoiden.
- En af de nyeste og mest detaljerede globale modeller er EGM2008, der er udviklet af National Geospatial-Intelligence Agency (NGA) under det amerikanske forsvar.
- ESA (European Space Agency) arbejder på at udvikle en endnu mere detaljeret geoide på baggrund af data fra deres GOCE-satellit